# Mal·lèol
El mal·lèol en anatomia és una eminència òssia de les dues que formen el turmell. Hi ha el mal·lèol extern o mal·lèol del peroné, i el mal·lèol intern o mal·lèol de la tíbia.